# チャートバスターズR!
『チャートバスターズR!』（チャートバスターズアール!）は、RKB毎日放送で放送されている深夜の音楽番組。通称「チャーバス」、「CBR」。2000年10月7日放送開始。
当番組のラジオ版については「チャートバスターズr!」を参照のこと。

## 出演者
第1期（2000年10月 - 2005年9月）
土曜 25:40 - 26:40
- 田畑竜介（RKB毎日放送アナウンサー） - 愛称「たばっち」
- Ricky（美術アシスタント、基本的には画面右側後方に座っているだけ）

第2期（2005年10月 - 2009年3月）
金曜 25:55 - 27:12
- 田畑竜介
- 川添麻美（当時RKB毎日放送アナウンサー）
- こけてぃっしゅ隊員（マスコット人形）

第3期（2009年4月 - 2020年3月）
土曜 25:43 - 26:45
第4期（2020年4月 - 2022年6月）
月曜 24:55 - 25:25
- 田畑竜介
- こけてぃっしゅ隊員

### こけてぃっしゅ隊員
こけてぃっしゅ隊員（こけてぃっしゅたいいん）は、本番組のマスコットを務めるパペットである。こけしをイメージさせる着物姿のパペットで、頭頂部からティッシュペーパーが取り出せるようになっている。
名前の由来は、「こけし+ティッシュ」と、フランス語の「コケティッシュ（Coquettish）」である。さらに、番組に登場した当初「もえぞえ調査隊」のメンバーの1人であったため、「隊員」という肩書きが付いた。
番組内でゲストとじゃれあったり、公式ページ内のコラムを執筆したり、エステサロンに行ったり、他の出演者とともにアーティストのライブに参戦したりするなど、活動的な一面がある。
この番組では基本的に喋らないが、2008年9月以降、川添の後輩・武田早絵（RKBアナウンサー）と番宣『たけ団地』に出演中。そこでは饒舌で、武田を振り回す。2009年2月7日放送分では、宮﨑あおいへのインタビューが放送された関係で田畑と出演した。
こけてぃっしゅ隊員とアーティスト
- 特にaikoに気に入られており、2006年1月18日の福岡公演のMC中にaikoは「かわいい人形といえば、こけてぃっしゅ」と発言している。
- 2007年9月14日に本番組に出演したMCUは「こけてぃっしゅ隊員のテーマ」を作曲。さらに同年9月20日に開催されたMCUのライブにこけてぃっしゅ隊員がゲスト出演している。
- 2008年5月2日のPerfume福岡公演において、2階席に来ていたこけてぃっしゅ隊員に気がついた西脇綾香は、MC中のコール&レスポンスで「男の人！女の人！こけし！」と発言している。

## 番組の内容

### レギュラーコーナー
- マンスリーアーティスト
- 今週のおすすめ映画

### 過去の単発コーナー
- もえぞえ調査隊 - 第2期開始当初に組まれていた、川添とこけてぃっしゅ隊員が市内各所を突撃取材するロケ企画。
- 歌謡曲ナウアンド禅 - 2007年4月にスタートした、昔の少し変わったテイストを持つ歌謡曲（例：子門真人版「スター・ウォーズのテーマ」）をアナログレコードで紹介するコーナー。一時期、Perfumeが集中的にゲストに呼ばれてムード歌謡を聴かされていた。

### 年末生放送スペシャル
- 2005年「勝手に紅白歌合戦！」
- 2006年「暮れにKREVAと忘年会」
- 2007年「暮れにKREVAと忘年会2007 Perfumeも呼んじゃいました！SP」
- 2008年「暮れにKREVAと忘年会」

## スタッフ
- プロデューサー：村松弘明
- 企画・演出：寺井到
- ディレクター：廣瀬奈津子
- アカウントディレクター：安武直樹
- 編集：高尾将
- 美術アシスタント：Ricky
- 人形制作：高橋朋子
- 軽作業：宮本くん
- テロップ：瀬戸口祐佳
- 選曲・構成：田畑竜介
- 製作・著作：RKB